# Walter Hutter
Walter Hutter (* 7. Dezember 1964 in Mediasch) ist ein deutscher Hochschullehrer und Autor. Er ist Professor für Didaktik der Mathematik und Physik an der Freien Hochschule Stuttgart.

## Leben
Hutter studierte erst Philosophie, Mathematik und Physik an der Universität Stuttgart, von 1991 bis 1994 dann Mathematik und Physik an der Universität Tübingen. 1997 promovierte er in Mathematik an der Universität Tübingen. Seit 2001 unterrichtet er an der Freien Hochschule Stuttgart. Seine Schwerpunkte sind die Didaktik der Mathematik und Physik, phänomenologisches Denken, Methoden der Pädagogik für das Jugendalter und Waldorfpädagogik.

## Publikationen (Auswahl)
- Vom Geistigen in der Musik – Ernst Irtel als Pädagoge und Komponist. Schiller Verlag, Bonn-Hermannstadt 2017, ISBN 978-3-944529-95-0.
- Mathematik im Spiegel der Unendlichkeit. In: Simone Reinhold, Katrin Liebers (Hrsg.): Mensch-Raum-Mathematik. Historische, reformpädagogische und empirische Zugänge zur Mathematik und ihrer Didaktik. Festschrift für Michael Toepell. WTM, Münster 2017, ISBN 978-3-95987-037-5, S. 7–27.
- Dynamische Verhältnisse im Kosmos. In: W. Hutter, A. Preuss, A. Schad (Hrsg.): Astronomie – Aktuelle Perspektiven zur Himmelskunde und Kosmologie. Schneider Verlag, Hohengehren 2017, ISBN 978-3-8340-1695-9, S. 31–56.
- Von der Menschenkunde zur Erziehungskunst. In: T. Zdrazil (Hrsg.): Anthroposophie und Pädagogik. edition waldorf, 2017, ISBN 978-3-944911-52-6, S. 203–219.
- The meaning of the infinitesimal calculus. In: R. Neumann (Hrsg.): Topics in Mathematics for the 12th Grade. Waldorf Publications, 2016, ISBN 978-1-936367-92-4, S. 71–88.
- Urteilen in Wissenschaft und Waldorfpädagogik. In: Jahrbuch für Goetheanismus 2015. Tycho Brahe Verlag, ISBN 978-3-926347-39-8, S. 273–303.
- mit T. Geboers: Urteilsentwicklung im Unterricht als Erziehung zur Freiheit. In: W. Hutter (Hrsg.): Mathematik, Physik und Geisteswissenschaft. (= Schriften des NMI). 2014, ISBN 978-3-944911-04-5, S. 29–60.
- mit M. Basfeld (Hrsg.): Identitätsbildung im pädagogischen Prozess – Ein interdisziplinäres Forschungskolloquium. Schneider Verlag, Hohengehren 2012, ISBN 978-3-8340-1081-0.
- Waldorfpädagogik als Erziehungskunst. In: RoSE. (Research on Steiner Education) Vol. 3/1, 2012, S. 88–94, ISSN 1891-6511
- Braucht die Waldorfschule ein neues Profil? In: Sozialimpulse. Band 21, Nr. 2, 2010, S. 16–18.
- Zur Methodik des Mathematikunterrichts. In: Lehrerrundbrief. Band 85, 2005, S. 36–43.
- mit F. Räbiger: Spectral mapping theorems for evolution semigroups on spaces of almost periodic functions. In: Quaestiones Mathematicae. Band 26, Nr. 2, 2003, S. 191–211, ISSN 1607-3606
- mit C. J. K. Batty und F. Räbiger: Almost periodicity of mild solutions of inhomogeneous periodic Cauchy problems. In: Journal of Differential Equations. Band 156, Nr. 2, 1999, S. 309–327, ISSN 0022-0396
- Zur Methode des Oberstufenunterrichts an Waldorfschulen. ATHENA-Verlag, Oberhausen 2019, ISBN 978-3-7455-1067-6.
- mit Achim Preuß und Albrecht Schad (Hrsg.): Astronomie – Aktuelle Perspektiven zur Himmelskunde und Kosmologie. 2., durchges. Auflage. Schneider Verlag, Hohengehren, Baltmannsweiler 2019, ISBN 978-3-8340-1924-0.
- Mathematik – Signaturen ihrer Genese: Von fachlichen zu fachpädagogischen Fragestellungen. In: Albrecht Hüttig (Hrsg.): Wissenschaften im Wandel. Berliner Wissenschafts-Verlag, Berlin 2019, ISBN 978-3-8305-3928-5, S. 185–216.